# Pukllay
El Pukllay, o Phukllay (palabra del quechua para jugar/juego/juega o carnaval) son una serie de manifestaciones artísticas tradicionales del Perú o también denominados carnavales. Suelen ser representadas en la región Apurímac y conocida como Pukllay de Santiago de Pupuja en Puno;

## Manifestaciones regionales

### Pukllay de Andahuaylas
El Pukllay de Andahuaylas o Carnaval de Andahuaylas es originario de la ciudad de Andahuaylas, en la región Apurímac. Es considerado el carnaval más grande del sur del Perú. Estas celebraciones suelen comenzar en los primeros días de marzo y durar 15 días aproximadamente. Estas festividades congregan aproximadamente a más de 50 comunidades campesinas de la región y más de 150 comparsas del Perú y del mundo. Durante esta época se adornan las casas con globos y coloridas guirnaldas, suelen destacar las sipas (muchachas) y los maqtas (muchachos) que suelen entonar canciones alusivas a las costumbres y tradiciones de sus pueblos.
La palabra pukllay proviene del quechua y significa jugar o juego. Para el escritor José María Arguedas, y según la cosmovisión andina descrita por él, «Pukllay» es 'el juego' de las primeras cosechas, juventud y enamoramiento. Es un ritual para los espíritus naturales de la zona andina del Perú. Esta fiesta representa el agradecimiento a la naturaleza y a los apus o guardianes divinos.

### Pukllay de Santiago de Pupuja
Esta danza es originaria del distrito de Santiago de Pupuja, en el departamento de Puno. Esta danza suele ser bailada por los campesinos quechuas de la región y tiene como fin rendir culto al apóstol Santiago.
En julio de 2018 fue declarado Patrimonio Cultural Inmaterial del Perú, por el Ministerio de Cultura del Perú.